# 重盛信近
重盛 信近（しげもり のぶちか、1855年8月10日（安政2年6月28日）- 1919年（大正8年）11月29日）は、明治から大正前期の実業家、政治家。衆議院議員、三重県会議長、三重県三重郡鵜川原村長。

## 経歴
伊勢国三重郡、のちの三重県三重郡鵜川原村（現菰野町）で、重盛春造の四男として生まれ、1875年（明治8年）5月に重盛泰助の養子となる。1878年（明治11年）三重県師範学校を卒業。小学校教員を務めた。
1885年（明治18年）三重県会議員に選出され1915年（大正4年）まで在任。同常置委員、同副議長、同議長、鵜川原村長などを務めた。1915年3月の第12回衆議院議員総選挙に三重県郡部から無所属で出馬し、長らく県会議員として務めた実績により当選し、公友倶楽部、公正会に所属して衆議院議員に1期在任した。
実業界では、三重県精撰米組合委員長、四日市米油株式取引所理事長、四日市製紙専務取締役
などを務めた。

## 国政選挙歴
- 第3回衆議院議員総選挙（三重県第2区、1894年3月、無所属）落選[8]
- 第4回衆議院議員総選挙（三重県第2区、1894年9月、立憲改進党）落選[9]
- 第12回衆議院議員総選挙（三重県郡部、1915年3月、無所属）当選[7]